# Masako Watanabe
Masako Watanabe (わたなべまさこ?, Watanabe Masako; Tokyo, 16 maggio 1929) è una fumettista giapponese.
La carriera artistica di Watanabe iniziò in modo inconsueto, anche dovuto al periodo storico in cui incominciò a disegnare.
Le sue prime opere risalgono al 1949 e furono delle illustrazioni per riviste che l'autrice vendeva per supportare l'economia domestica della famiglia: il marito era infatti ancora uno studente in quel periodo.
Successivamente Watanabe si appassionò ai manga di Osamu Tezuka e decise di diventare a sua volta una mangaka.
Dopo la nascita del primo figlio, nel 1952, iniziò a proporre i propri lavori a vari editori fino a quando trovò impiego presso Wakagi-shobou che pubblicò la sua opera Suama-chan nella raccolta in volume unico intitolata Akahon.
Negli anni Sessanta, guadagnando popolarità, illustrò molte storie con tematiche madre-figlia, la vicenda di due sorelle gemelle e alcuni horror.
Negli anni Settanta il suo target si fa più maturo e sessualmente esplicito, collocandosi nei generi seinen e josei dedicati ad un pubblico di donne più adulte, risale a questo periodo la pubblicazione di Kinpeibai la cui storia è ispirata ad un racconto cinese.
Le capacità artistiche di Watanbe sono state riconosciute con diversi premi, vinse nel 1971 la 16ª edizione dello Shogakukan Manga Award con la storia Glass no Shiro e Sei Rosalindo e si aggiudicò il Japan Cartoonist Award nel 2002.
Nel 2006 fu la volta del premio del Ministero dell'Educazione, Arte e Cultura.

## Altre attività
Oltre che mangaka, è professoressa presso l'Università di Tokyo nel dipartimento di Arte, Musica e Scienze sociali.
Ha collaborato come disegnatrice di costumi per la serie thriller The Black Lizard.